# Sécurité de la chaîne logistique
La sécurité de la chaîne logistique (supply chain security en anglais) désigne les efforts déployés pour améliorer la sécurité des flux de marchandises sur la chaîne logistique du producteur au client final. Elle combine les pratiques habituelles de la gestion de la chaîne logistique en ajoutant un aspect sécuritaire en vue de se protéger du terrorisme, de la piraterie et des vols. 

## Méthodes
Les méthodes employées pour y arriver sont :
- Connaissances des participants de la chaîne ;
- Contrôle et validation des marchandises transportées ;
- Notification préalable vers le pays de destination pour l'informer du contenu du cargo ;
- Sécurisation des marchandises durant le transport en utilisant des systèmes de fermeture et en utilisant des scellés ;
- Inspection à l'arrivée.

Il faut faire une distinction entre la sécurité des approvisionnements, qui au sens propre ne fait intervenir que le niveau -1 des fournisseurs, et la sécurité de la chaîne logistique, qui tient compte des relations client fournisseur de bout en bout de la chaîne logistique. 
On ne peut obtenir une véritable sécurité d'approvisionnement qu'en tenant compte de l'ensemble de la chaîne logistique.
Cette préoccupation de tenir compte de l'ensemble de la chaîne a donné lieu à la discipline de la gestion de la chaîne logistique (Supply Chain Management en anglais).